# Shabby chic

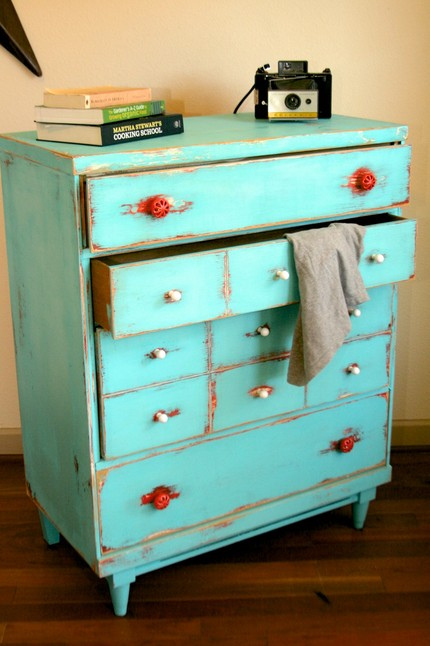
Distressed Finish Vintage Dresser

Shabby chic es un estilo de decoración que tiene su origen en la época de las grandes casas de campo de Gran Bretaña y que consiste principalmente en mezclar elementos antiguos con modernos. Se distingue por utilizar una paleta de colores pasteles, tales como rosa, verde agua, etc. con predominancia del blanco. También es propio del estilo la preponderancia de flores en los diseños. Actualmente existen varios seguidores de este estilo.
Los elementos para la decoración, tales como el decoupage, se encuentran en tiendas de antigüedades, y también son aceptadas como técnicas artísticas para dar la impresión de un elemento antiguo pintado en tonos claros.

## Historia
El estilo tiene sus orígenes en Gran Bretaña y evoca el tipo de decoración en las grandes casas de campo dónde era común encontrar sofás y cortinas de cretona desgastadas y descoloridas, pinturas antiguas que conferían las estancias de buen gusto a la vez que humilde. El efecto deseado final del estilo shabby chic consiste en alcanzar un efecto elegante y fino. Fue especialmente popular entre los modernos bohemios y los artesanos formando un movimiento contra cultural durante la década de los 80 cuando la decoración cara y de calidad se puso de moda entre la clase media alta.

## Usos actuales
En la actualidad el estilo shabby chic se caracteriza por sus inclinaciones hacia una estética femenina dada la fuerte tendencia comercial que ha encontrado su mercado privilegiado en el gusto femenino urbano desde principios de siglo XXI. También es muy típico ver este estilo en decoración de banquetes de boda, bautizos, comuniones y otras fiestas. El término shabby shic proviene de la palabra shabby ,  que es un término inglés que viene a significar “desgastado por el paso del tiempo”. Y el término chic es darle un aire fresco , por eso se trata de crear un efecto envejecido en los muebles para que tengan un aspecto vintage.